# Ekstraliga baseballowa (2013)
Ekstraliga baseballowa 2013 – 29. edycja ekstraligi baseballowej, organizowana przez Polski Związek Baseballu i Softballu. Triumfatorem rozgrywek zostały Centaury Warszawa.
1 maja 2013 roku Demony Miejska Górka wycofały się z rozgrywek, w związku z czym zgodnie z regulaminem rozgrywek wyniki meczów klubu zostały anulowane.

## Runda zasadnicza
| Lp. | Drużyna              | Mecze                     | Mecze                     | Mecze                     | Punkty                    | Punkty                    | Punkty                    |
| Lp. | Drużyna              | M                         | W                         | P                         | +                         | –                         | +/–                       |
| --- | -------------------- | ------------------------- | ------------------------- | ------------------------- | ------------------------- | ------------------------- | ------------------------- |
| 1.  | Centaury Warszawa    | 16                        | 13                        | 3                         | 70                        | 39                        | +31                       |
| 2.  | Stal Kutno           | 16                        | 10                        | 6                         | 88                        | 60                        | +28                       |
| 3.  | Dęby Osielsko        | 16                        | 6                         | 10                        | 54                        | 89                        | -35                       |
| 4.  | Gepardy Żory         | 16                        | 6                         | 10                        | 56                        | 71                        | -15                       |
| 5.  | Silesia Rybnik       | 16                        | 5                         | 11                        | 60                        | 69                        | -9                        |
| -   | Demony Miejska Górka | Wycofały się z rozgrywek. | Wycofały się z rozgrywek. | Wycofały się z rozgrywek. | Wycofały się z rozgrywek. | Wycofały się z rozgrywek. | Wycofały się z rozgrywek. |

|  | Awans do rundy play-off |

### Wyniki
| Gospodarz/Gość    | WAR | KUT  | OSI  | ŻOR | RYB  |
| ----------------- | --- | ---- | ---- | --- | ---- |
| Centaury Warszawa | —   | 1:4  | 7:4  | 8:4 | 4:1  |
| Centaury Warszawa | —   | 2:3  | 13:0 | 2:5 | 4:3  |
| Stal Kutno        | 3:6 | —    | 3:7  | 8:3 | 2:3  |
| Stal Kutno        | 2:5 | —    | 2:8  | 6:0 | 8:7  |
| Dęby Osielsko     | 0:1 | 4:8  | —    | 5:3 | 1:7  |
| Dęby Osielsko     | 4:6 | 1:15 | —    | 7:0 | 1:0  |
| Gepardy Żory      | 4:5 | 3:4  | 0:7  | —   | 12:2 |
| Gepardy Żory      | 0:2 | 3:2  | 6:3  | —   | 4:2  |
| Silesia Rybnik    | 1:2 | 4:6  | 1:0  | 5:2 | —    |
| Silesia Rybnik    | 1:2 | 3:12 | 17:2 | 3:7 | —    |

Źródła: 

### Baraże o ekstraligę
| Data                                                              | Gospodarz           | Wynik | Gość                | Przypis |
| ----------------------------------------------------------------- | ------------------- | ----- | ------------------- | ------- |
| 05.10.2013                                                        | Silesia Rybnik      | 11:10 | Jastrząb Jastrzębie | [ 14 ]  |
| 06.10.2013                                                        | Silesia Rybnik      | 3:2   | Jastrząb Jastrzębie | [ 14 ]  |
| 12.10.2013                                                        | Jastrząb Jastrzębie | 6:7   | Silesia Rybnik      | [ 15 ]  |
| Silesia Rybnik wygrywa rywalizację 3:0 i pozostaje w ekstralidze. |                     |       |                     |         |

## Runda play-off
|  |           |                   |           |                   |   |       |                   |       |
|  | Półfinały | Półfinały         | Półfinały |                   |   | Finał | Finał             | Finał |
|  | Półfinały | Półfinały         | Półfinały |                   |   | Finał | Finał             | Finał |
|  |           |                   |           |                   |   |       |                   |       |
|  |           |                   |           |                   |   |       |                   |       |
|  | 1         | Centaury Warszawa | 3         |                   |   |       |                   |       |
|  | 1         | Centaury Warszawa | 3         |                   |   |       |                   |       |
|  | 4         | Gepardy Żory      | 2         |                   |   |       |                   |       |
|  | 4         | Gepardy Żory      | 2         |                   |   | 1     | Centaury Warszawa | 3     |
|  |           |                   |           |                   |   | 1     | Centaury Warszawa | 3     |
|  |           |                   | 3         | Dęby Osielsko     | 0 |       |                   |       |
|  | 2         | Stal Kutno        | 3         | Dęby Osielsko     | 0 | 2     |                   |       |
|  | 2         | Stal Kutno        |           |                   |   |       |                   |       |
|  | 3         | Dęby Osielsko     | 3         |                   |   |       |                   |       |
|  | 3         | Dęby Osielsko     | 3         | Mecz o 3. miejsce |   |       |                   |       |
|  |           |                   |           |                   |   |       |                   |       |
|  |           |                   |           |                   |   |       |                   |       |
|  |           |                   |           |                   |   |       |                   |       |
|  | 2         | Stal Kutno        | 3         |                   |   |       |                   |       |
|  | 2         | Stal Kutno        | 3         |                   |   |       |                   |       |
|  | 4         | Gepardy Żory      | 2         |                   |   |       |                   |       |
|  | 4         | Gepardy Żory      | 2         |                   |   |       |                   |       |

### Półfinały
Centaury Warszawa vs Gepardy Żory
| Data       | Gospodarz         | Wynik | Gość              | Przypisy |
| ---------- | ----------------- | ----- | ----------------- | -------- |
| 07.09.2013 | Centaury Warszawa | 5:1   | Gepardy Żory      | [ 16 ]   |
| 08.09.2013 | Centaury Warszawa | 0:4   | Gepardy Żory      | [ 16 ]   |
| 14.09.2013 | Gepardy Żory      | 2:1   | Centaury Warszawa | [ 17 ]   |
| 15.09.2013 | Gepardy Żory      | 1:5   | Centaury Warszawa | [ 17 ]   |
| 28.09.2013 | Centaury Warszawa | 4:3   | Gepardy Żory      | [ 18 ]   |

Stal Kutno vs Dęby Osielsko
| Data       | Gospodarz     | Wynik | Gość          | Przypisy |
| ---------- | ------------- | ----- | ------------- | -------- |
| 07.09.2013 | Stal Kutno    | 11:8  | Dęby Osielsko | [ 16 ]   |
| 08.09.2013 | Stal Kutno    | 7:6   | Dęby Osielsko | [ 16 ]   |
| 14.09.2013 | Dęby Osielsko | 6:3   | Stal Kutno    | [ 17 ]   |
| 15.09.2013 | Dęby Osielsko | 5:4   | Stal Kutno    | [ 17 ]   |
| 29.09.2013 | Stal Kutno    | 3:7   | Dęby Osielsko | [ 18 ]   |

### Mecz o 3. miejsce
| Data       | Gospodarz    | Wynik | Gość         | Przypis |
| ---------- | ------------ | ----- | ------------ | ------- |
| 05.10.2013 | Stal Kutno   | 5:3   | Gepardy Żory | [ 14 ]  |
| 06.10.2013 | Stal Kutno   | 11:5  | Gepardy Żory | [ 14 ]  |
| 12.10.2013 | Gepardy Żory | 7:1   | Stal Kutno   | [ 15 ]  |
| 13.10.2013 | Gepardy Żory | 10:8  | Stal Kutno   | [ 15 ]  |
| 20.10.2013 | Stal Kutno   | 1:0   | Gepardy Żory | [ 19 ]  |

### Finał
| Data       | Gospodarz         | Wynik | Gość              | Przypis |
| ---------- | ----------------- | ----- | ----------------- | ------- |
| 05.10.2013 | Centaury Warszawa | 5:0   | Dęby Osielsko     | [ 14 ]  |
| 06.10.2013 | Centaury Warszawa | 4:2   | Dęby Osielsko     | [ 14 ]  |
| 12.10.2013 | Dęby Osielsko     | 1:2   | Centaury Warszawa | [ 15 ]  |

| Mistrz Polski 2013 Zwycięzcy |
| ---------------------------- |
| Centaury Warszawa 1. Tytuł   |